# 노바톨스카야역
노바톨스카야역(러시아어: Новаторская)은 2021년 12월 7일에 개장한 모스크바 지하철 볼샤야 콜체바야 선의 역이다. 노바토로브 거리에서 유래한 이 역명은 레닌스키 애비뉴와 노바토로브 거리의 교차점에 위치한다.
2023년에는 트로이츠카야 선의 노바톨스카야 역이 개통될 예정이다.